# 矮糙苏
矮糙苏（学名：Phlomis pygmaea）为唇形科糙苏属下的一个种。